# Lijst van burgemeesters van Dinxperlo
Dit is een lijst van burgemeesters van de voormalige Nederlandse gemeente Dinxperlo in de provincie Gelderland. In 2005 is deze gemeente opgegaan in de gemeente Aalten.
| Ambtsperiode | Naam burgemeester                             | Partij of stroming | Bijzonderheden                                         |
| ------------ | --------------------------------------------- | ------------------ | ------------------------------------------------------ |
| <1811 - 1814 | Jacob Herman Wiesell                          |                    |                                                        |
| 1814 - 1847  | Jan Hendrik Schepers                          |                    |                                                        |
| 1847 - 1847  | Hendrik Bernard Boland                        |                    | waarnemend burgemeester                                |
| 1847 - 1852  | Willem Grimm                                  |                    |                                                        |
| 1852 - 1856  | Matthijs Arnoldus Holsboer                    |                    | later burgemeester van Winterswijk                     |
| 1856 - 1863  | Dionisius Pieter Busman                       |                    |                                                        |
| 1863 - 1881  | Pieter Lodewijk Ebeling                       |                    | voorheen burgemeester van Westervoort                  |
| 1881 - 1885  | Alexander Boers                               |                    |                                                        |
| 1885 - 1891  | Gerardus Louis Cornelis van Rossen Hoogendijk |                    |                                                        |
| 1891 - 1897  | J.G.H.R. Bönhoff                              |                    |                                                        |
| 1897 - 1910  | Herman Hattink                                |                    | voorheen burgemeester van Hoevelaken later van Valburg |
| 1910 - 1923  | J.C.A.M. van Kluyve                           |                    | later burgemeester van Nijkerk                         |
| 1924 - 1939  | Mr. Hendrik Jan Verbeek                       | ARP                |                                                        |
| 1939 - 1954  | J.H.W. Haverkamp                              | CHU                | in 1944-1945 vervangen door C. Becude                  |
| 1954 - 1975  | Jan Willem Stam                               | CHU                | later burgemeester van Nijkerk                         |
| 1976 - 1999  | Leendert van As                               | CHU / CDA          |                                                        |
| 1999 - 2005  | Henk van der Woude                            | CDA                | was waarnemend burgemeester van Zwartsluis             |